# Ricardo Gardner
Ricardo Gardner, dit Bibi, est un footballeur international jamaïcain né le 25 septembre 1978 dans la paroisse de Saint Andrew en Jamaïque.
Il évolue régulièrement au poste de défenseur latéral dans son club, alors qu'il évolue au poste de milieu de terrain au sein de l'équipe nationale de la Jamaïque. 
Dernièrement Ricardo Gardner vient de gagner le brassard de capitaine en sélection. Il est l'un des joueurs les plus populaires en Jamaïque, notamment et surtout auprès des Jamaïcaines.

## Biographie
Gardner commence sa carrière en Premier League Jamaïcaine avec le club de Harbour View situé à quelques kilomètres de la capitale Kingston dès l'âge de 14 ans. 
Il intègre rapidement la sélection nationale. Il est sélectionné à la dernière minute dans le groupe jamaïcain des 22 joueurs participants à la Coupe du monde de football 1998 en France. 
Il effectue la passe décisive du gauche sur le premier but de l'histoire de l'équipe nationale de la Jamaïque (marqué par Robbie Earle) en phase finale d'une Coupe du monde. 
Il est ensuite directement transféré le même été 1998 au club anglais de Bolton pour un montant de 1 million de £. En mars 2011, il est prêté au club de Preston North End  pour un mois.
Gardner connaît deux blessures importantes au genou en 2000 et 2004.
Gardner est attaché à la culture musicale de son île natale et chante notamment sur le dancehall jamaicain. Il a notamment enregistré pendant l'été 2007 le morceau « Mix Up Ting » sur le Hot Pootix Riddim.

## Carrière
- 1997-1998 : Harbour View FC  Jamaïque
- 1998-2011 : Bolton Wanderers  Angleterre
  - mars-avril 2011 : Preston North End  Angleterre[2],[3],[4]

## Sélections
- 52 sélections et 7 buts en équipe de Jamaïque depuis 1997

## Palmarès

### En club
- Bolton Wanderers
  - Finaliste de la Carling Cup : 2004

### En sélection
- Jamaïque
  - Vainqueur de la Coupe caribéenne des nations : 1998